# Macromitrium seriatum
Macromitrium seriatum är en bladmossart som beskrevs av Jean Édouard Gabriel Narcisse Paris och Brotherus 1907. Macromitrium seriatum ingår i släktet Macromitrium och familjen Orthotrichaceae. Inga underarter finns listade i Catalogue of Life.